# Serrasalmidae
Famille
Les Serrasalmidae forment une famille de poissons d'eau douce appartenant à l'ordre des Characiformes.

## Liste des genres
Selon FishBase (5 juin 2015) :
- genre Acnodon Eigenmann, 1903
- genre Catoprion Müller & Troschel, 1844
- genre Colossoma Eigenmann & Kennedy, 1903
- genre Metynnis Cope, 1878
- genre Mylesinus Valenciennes, 1850
- genre Myleus Müller & Troschel, 1844
- genre Myloplus Gill, 1896
- genre Mylossoma Eigenmann & Kennedy, 1903
- genre Ossubtus Jégu, 1992
- genre Piaractus Eigenmann, 1903
- genre Pristobrycon Eigenmann, 1915
- genre Pygocentrus Müller & Troschel, 1844
- genre Pygopristis Müller & Troschel, 1844
- genre Serrasalmus Lacepède, 1803
- genre Tometes Valenciennes, 1850
- genre Utiaritichthys Miranda Ribeiro, 1937

## Galerie

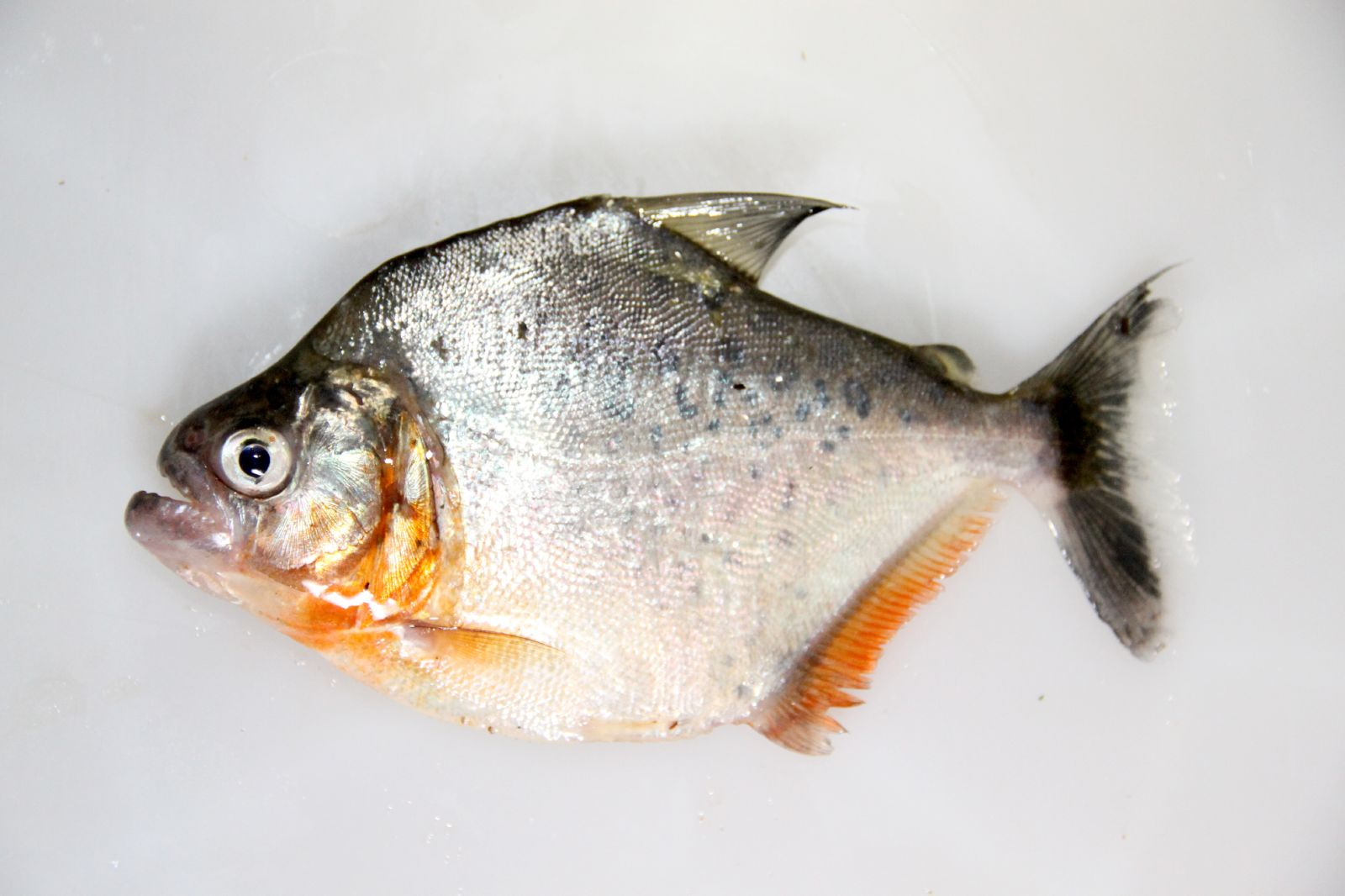
Serrasalmus sp.
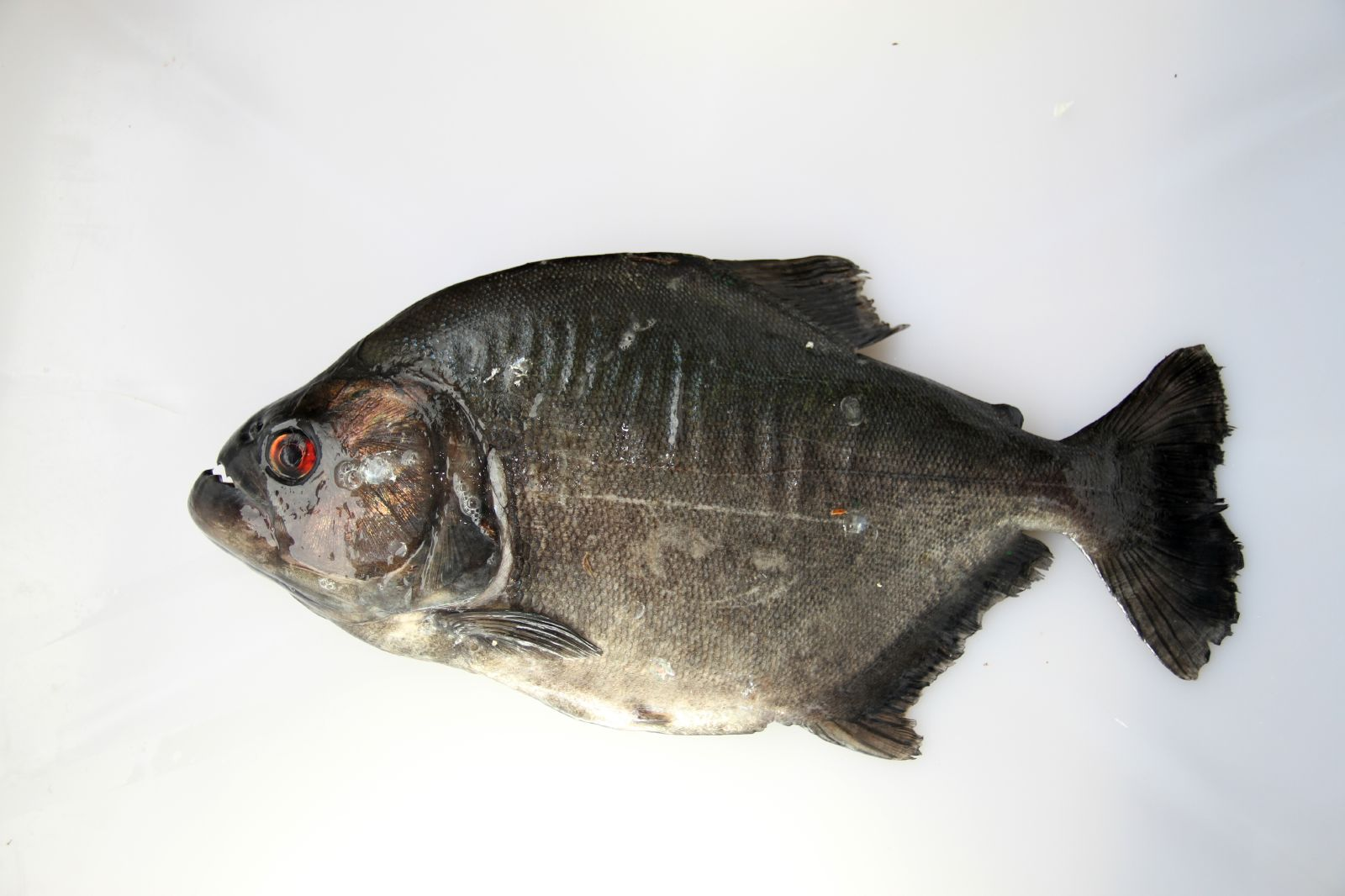
Serrasalmus rhombeus
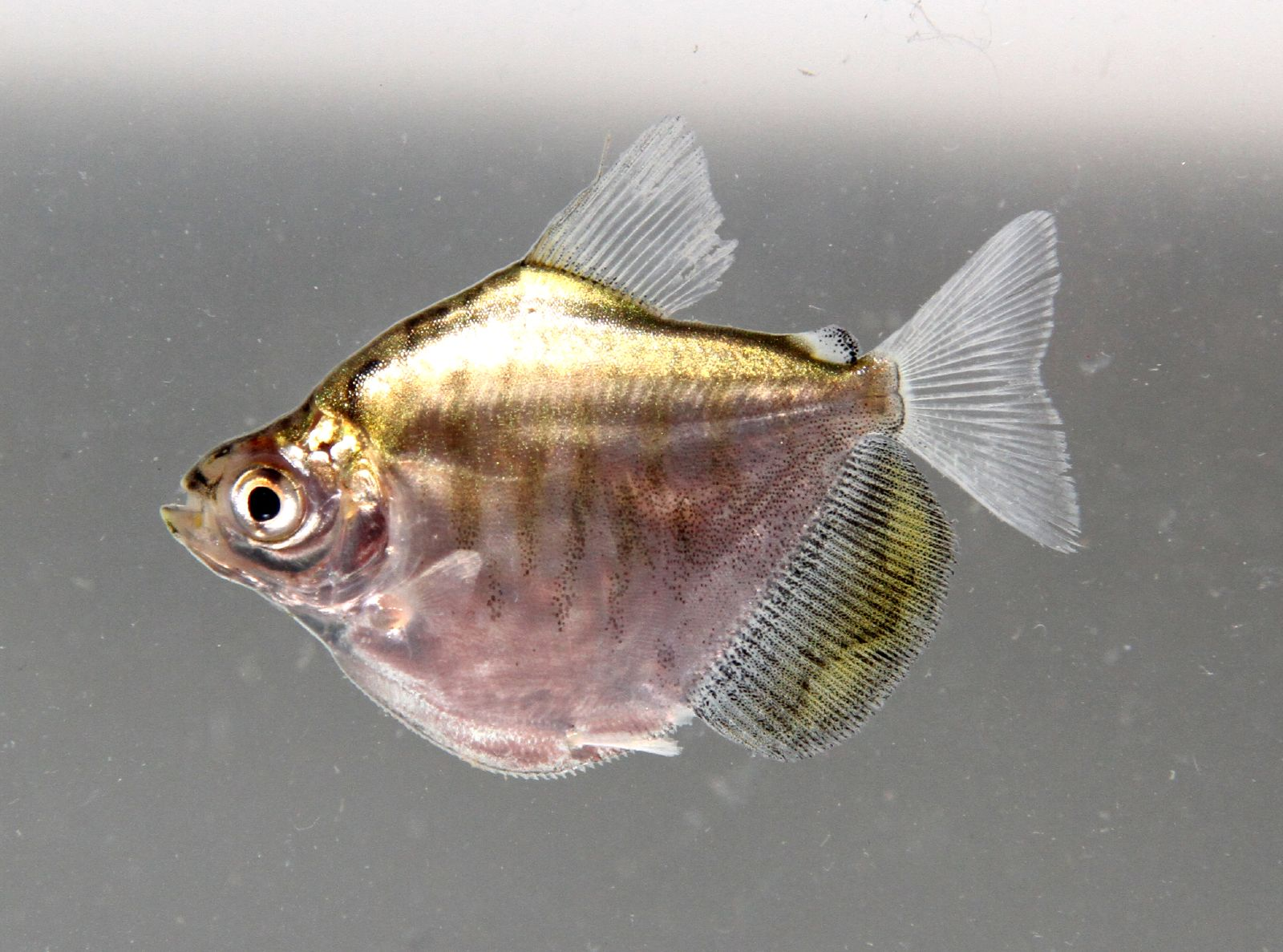
Mylossoma sp. (juvenile)
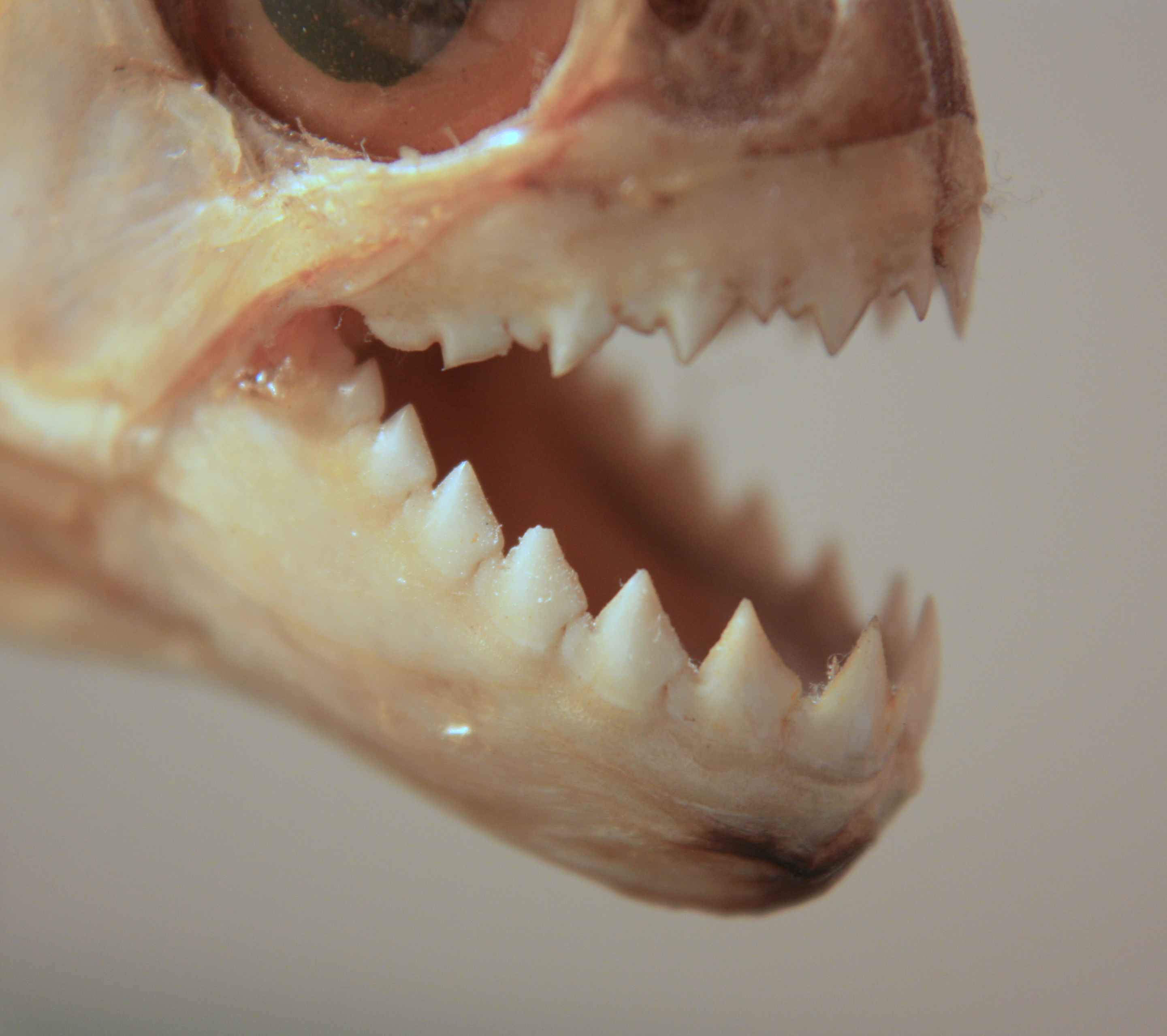
Dentition des Serrasalmidae carnivores
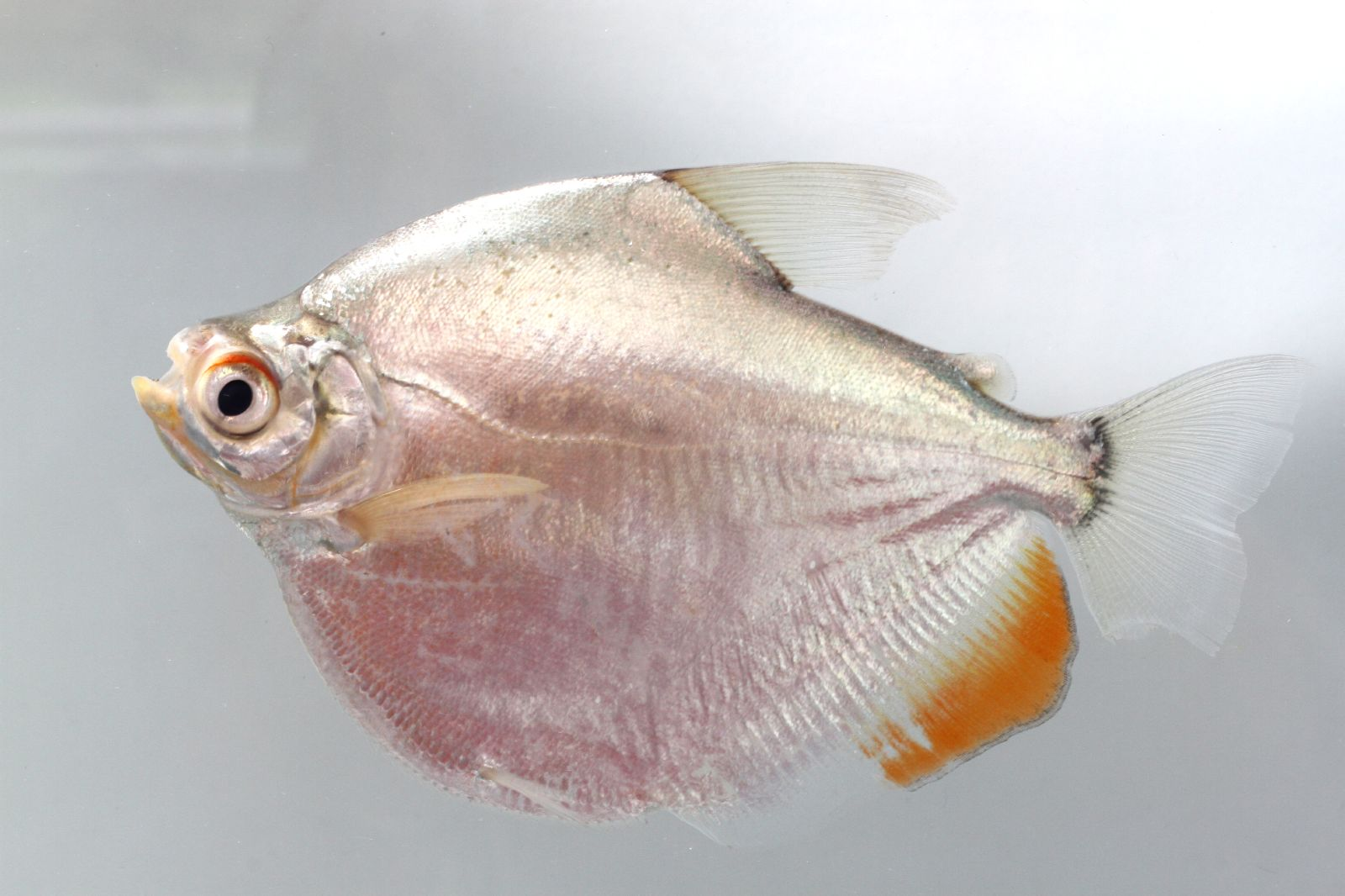
Mylossoma areum

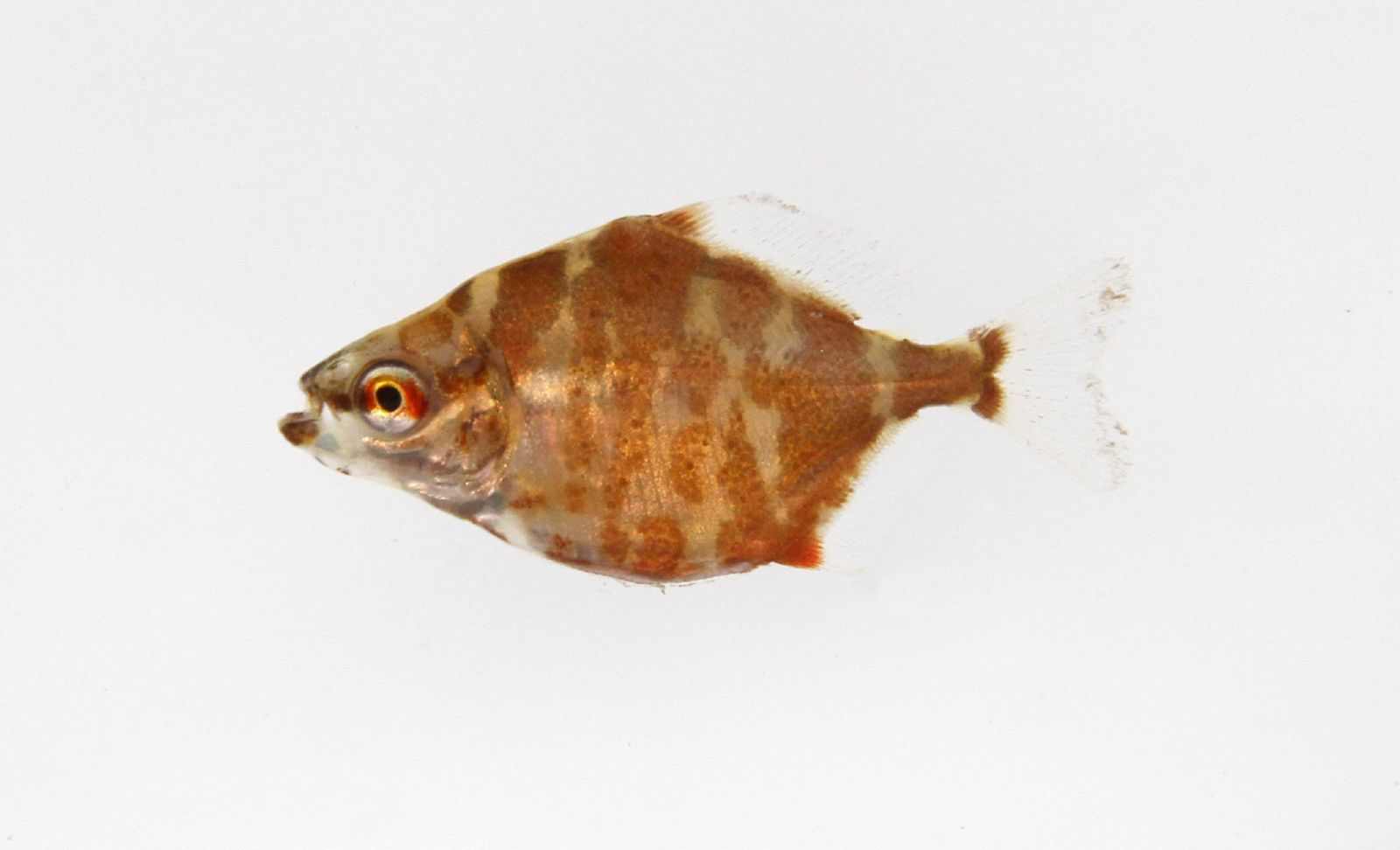
Myleus sp. (juvenile)
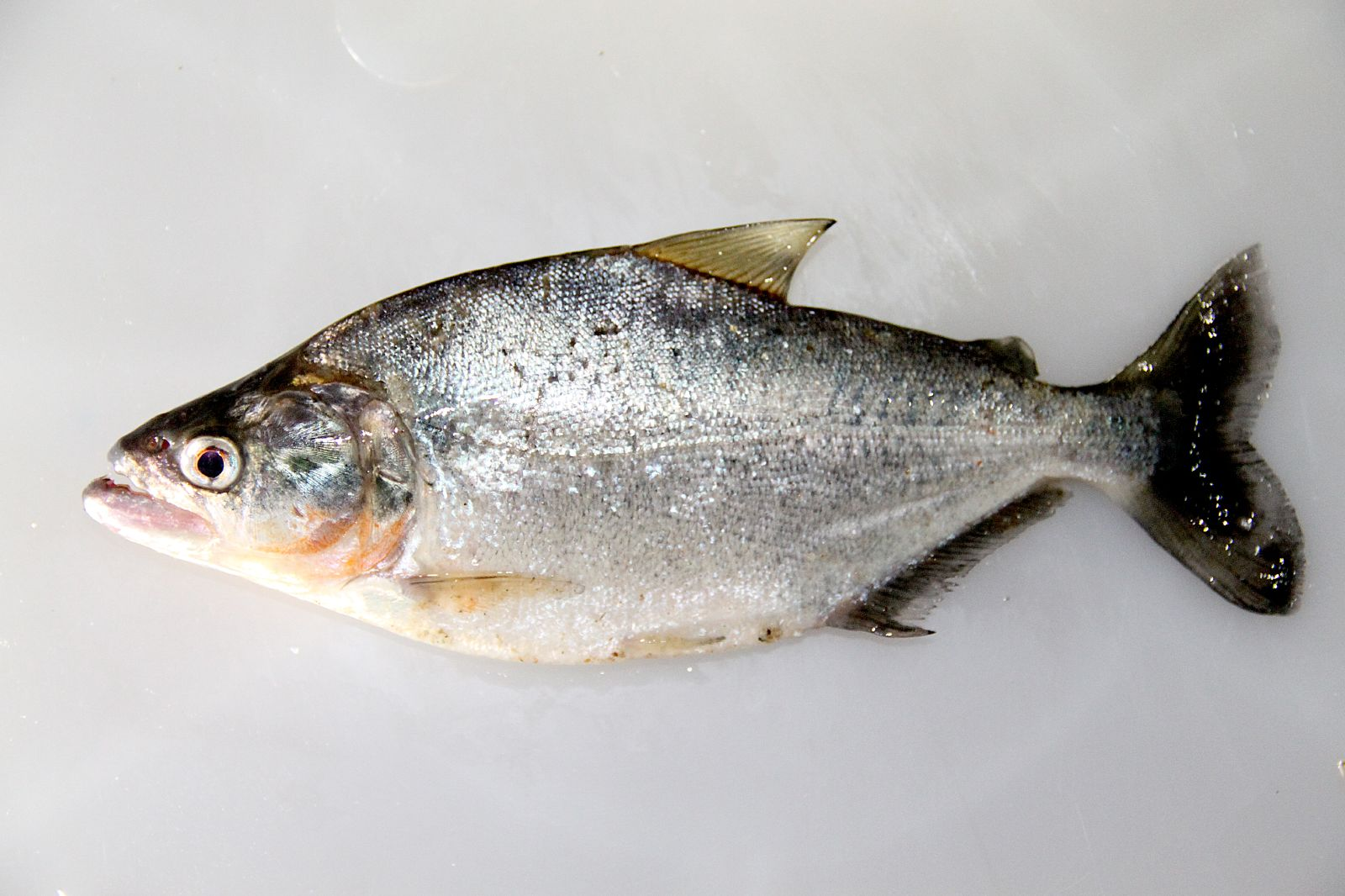
Serrasalmus elongatus
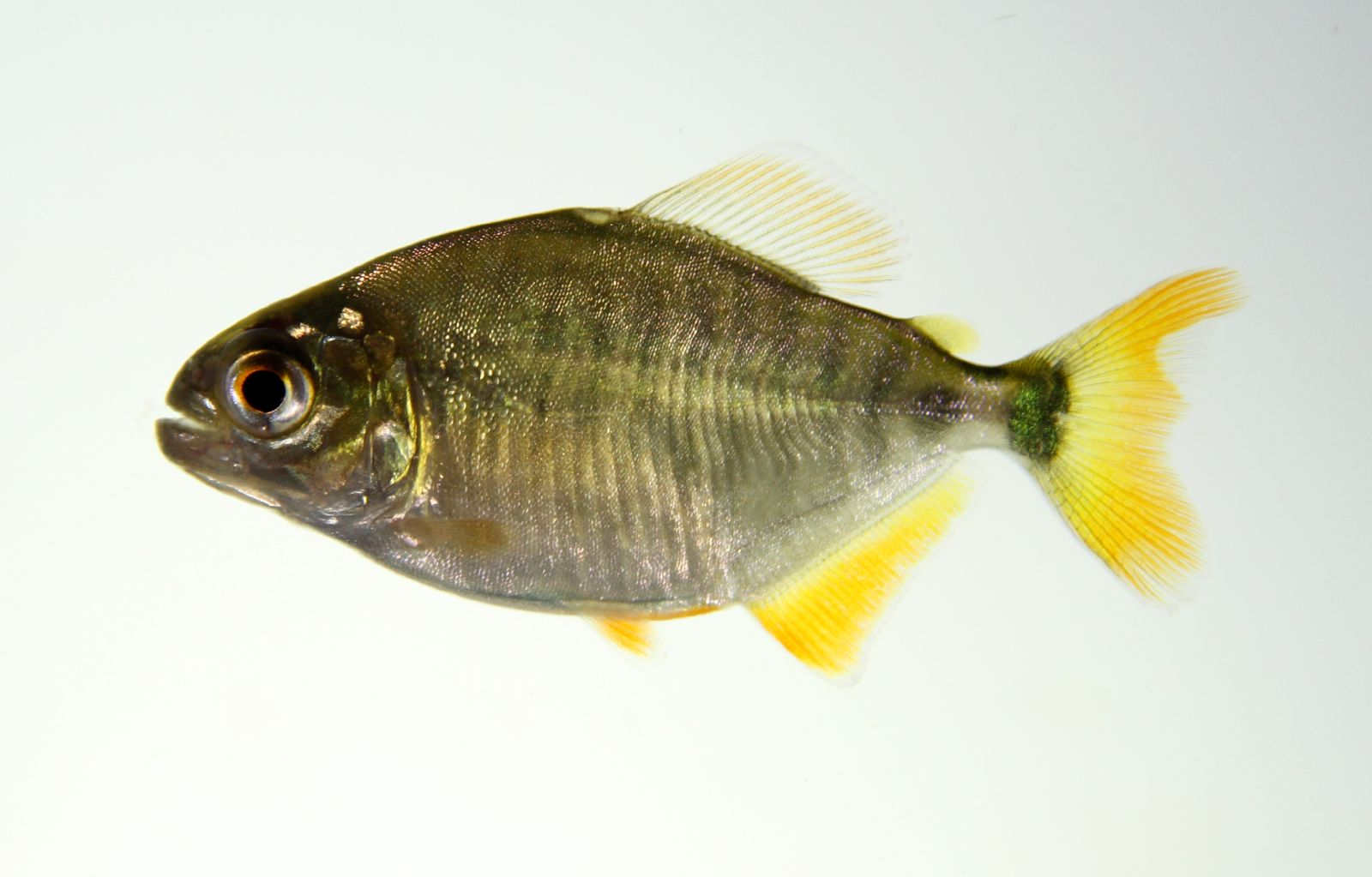
Pygopristis denticulata
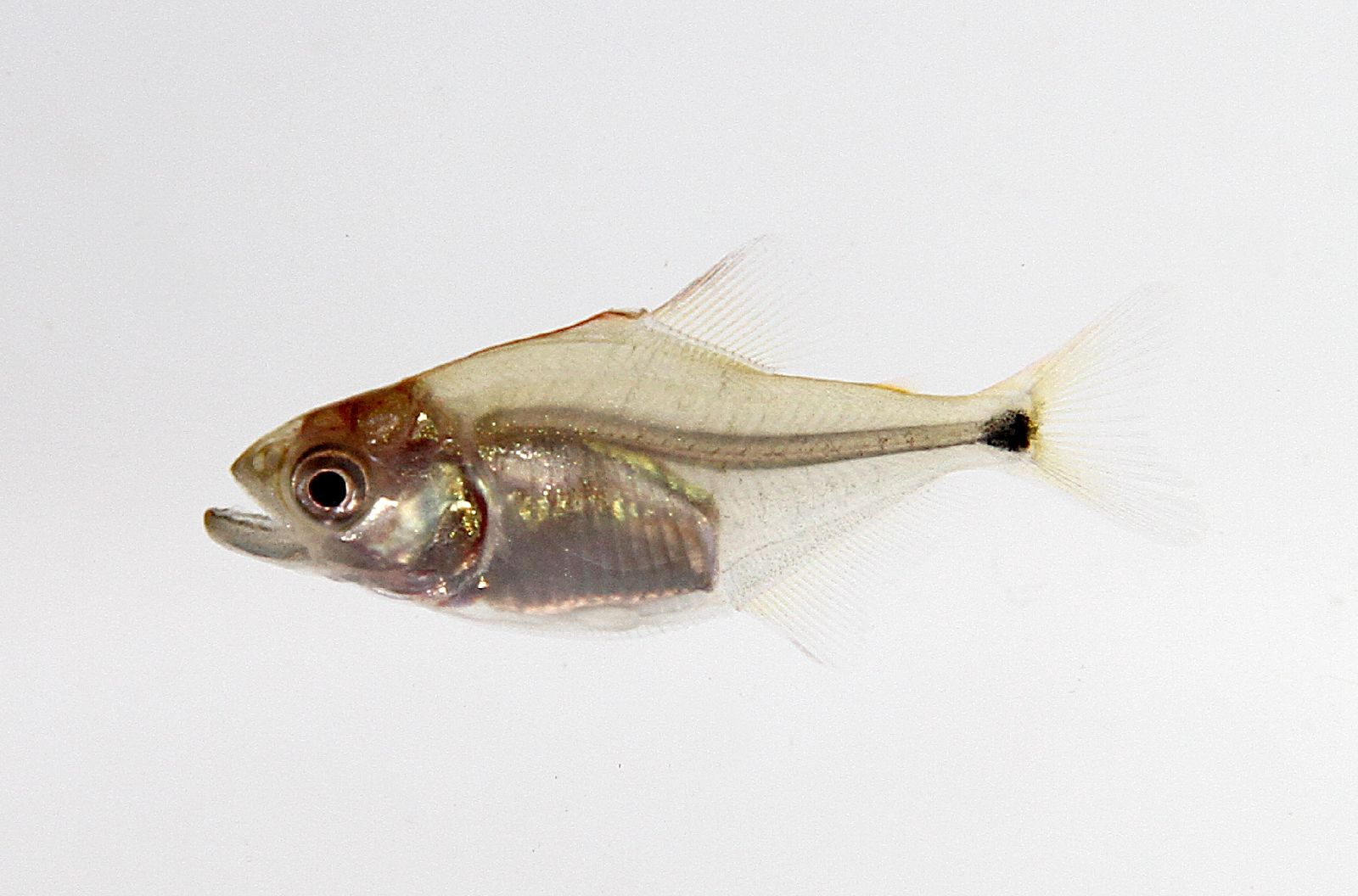
Serrasalmus sp. (juvenile)
Colossoma macropomum